# Роуэтт, Гари
Гари Роуэтт (англ. Gary Rowett; род. 6 марта 1974, Бромсгроув, Вустершир) — английский футболист, игравший на позиции защитник; тренер.

## Карьера
Гари начал свою карьеру в «Кембридж Юнайтед», будучи выпускником академии клуба. Был частью команды Кембриджа, которая заняла пятое место во втором дивизионе в сезоне 1991/92, что является лучшим результатом лиги клуба на сегодняшний день. В том же году команда Гари стала полуфиналистом плей-офф. Также Роуэтт был частью успеха команды в Кубке Лиги, когда «Кембридж Юнайтед» достиг четвертьфинала сезона 1992/93. После трёх сезонов на стадионе Эбби Роуэтт ушёл на повышение в «Эвертон», выступающий в Премьер-лиге. Это произошло в марте 1994 года за 200 000 фунтов стерлингов. «Эвертон» выиграл Кубок Англии в первом сезоне Роуэтта в клубе, однако футболист не провёл ни одного матча кубка 1995 года, включая финал против «Манчестер Юнайтед». После неудачной попытки ворваться в первую команду Роветт отправился в аренду в «Блэкпул», а затем был продан «Дерби Каунти» в обмен на Крейга Шорта. Роветт провёл три сезона в «Дерби», после чего заключил двухлетний контракт с «Бирмингем Сити» и помог клубу выйти в плей-офф. Также играл за «Лестер Сити» и «Чарльтон Атлетик». Тем не менее хроническая травма колена вынудила его завершить карьеру футболиста. Последним клубом игрока стал «Бертон Альбион».